# Antiquitas
Antiquitas ist eine wissenschaftliche Fachbuchreihe auf dem Gebiet der Altertumswissenschaften. Sie erscheint in vier verschiedenen Unterreihen:
- Antiquitas. Reihe I. Abhandlungen zur alten Geschichte (seit 1955)
- Antiquitas. Reihe II. Abhandlungen aus dem Gebiete der Vor- und Frühgeschichte (seit 1955)
- Antiquitas. Reihe III. Abhandlungen zur Vor- und Frühgeschichte, zur klassischen und provinzial-römischen Archäologie und zur Geschichte des Altertums (seit 1960)
- Antiquitas. Reihe IV. Beiträge zur Historia-Augusta-Forschung (seit 1963 in drei Unterserien)
  - Antiquitas. Reihe IV. Beiträge zur Historia-Augusta-Forschung, Serie 1 (seit 1963)
  - Antiquitas. Reihe IV. Beiträge zur Historia-Augusta-Forschung, Serie 2: Bibliographien (seit 1985)
  - Antiquitas. Reihe IV. Beiträge zur Historia-Augusta-Forschung, Serie 3: Kommentare (seit 1991)

In der ersten Reihe veröffentlichten unter anderem Dietmar Kienast, Dieter Timpe, Thomas Pekáry, Klaus M. Girardet, Andreas Alföldi, Géza Alföldy, Karl Strobel, Pedro Barceló, Hartmut Leppin, Wolfgang Will und Adolf Lippold. Neben Monografien erscheinen in der Reihe auch Sammelbände und in Band 9 eine zweisprachige Ausgabe von Strabon. Bisher sind über 50 Bände, vorwiegend in deutscher, aber auch in englischer, französischer und italienischer Sprache erschienen.
In der dritten Reihe veröffentlichten unter anderem Andreas Alföldi, darunter die wegweisenden Standardwerke Die zwei Lorbeerbäume des Augustus (Band 14, 1973) und Caesar in 44 v. Chr. (Bände 16 und 17, 1985 und 1974), Raban von Haehling, Paul Zanker und Erich Kettenhofen. Aktuell (Oktober 2006) gibt es 45 Einzelbände der Unterreihe.
In der vierten Reihe werden zuallererst die Bonner Historia-Augusta-Colloquien-Bände herausgegeben. Daneben erschienen Bände von Frank Kolb, Ronald Syme und anderen. In den drei Unterserien erschienen zusammen bisher etwa 30 Einzelbände.